# Grisuela del Páramo

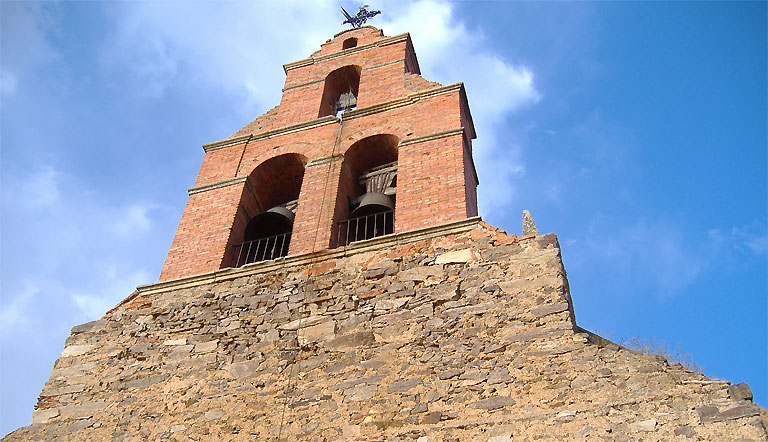
Campanario de la iglesia de Grisuela del Páramo.

Grisuela del Páramo es una localidad del Páramo Leonés (provincia de León, España) perteneciente al municipio de Bustillo del Páramo.

## Población
- 133 habitantes (INE 2019).

## Historia
Considerada Villa durante siglos, la antigua Aygrisuela como era conocida en la Edad Media, ha dejado para la Historia datos que fechan sus orígenes en siglos remotos; su existencia se cita documentalmente al menos desde el siglo XII. Reflejo de la pasada relevancia del pueblo es su iglesia parroquial, declarada Bien de Interés Cultural, y su desaparecido convento de monjas, muestra de una mayor importancia demográfica en el entorno perdida actualmente.
La historia de Grisuela está reflejada en el libro “Del Cielo a la Tierra”, escrito por el vecino del pueblo D. Antonio Fuertes, quién dedicó los últimos años de su vida a recopilar datos de la historia de este pueblo.

## Economía
Destaca el sector primario con diversidad de productos agrícolas. El suelo paramés, menos fértil que el de comarcas vecinas, ha diversificado su producción a raíz de las obras de regadío.

## Monumentos de interés

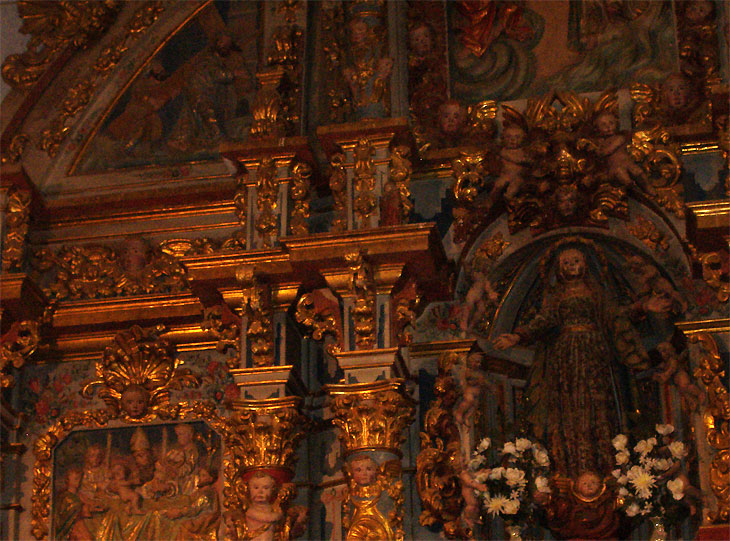
Retablo de la iglesia, de 1777.

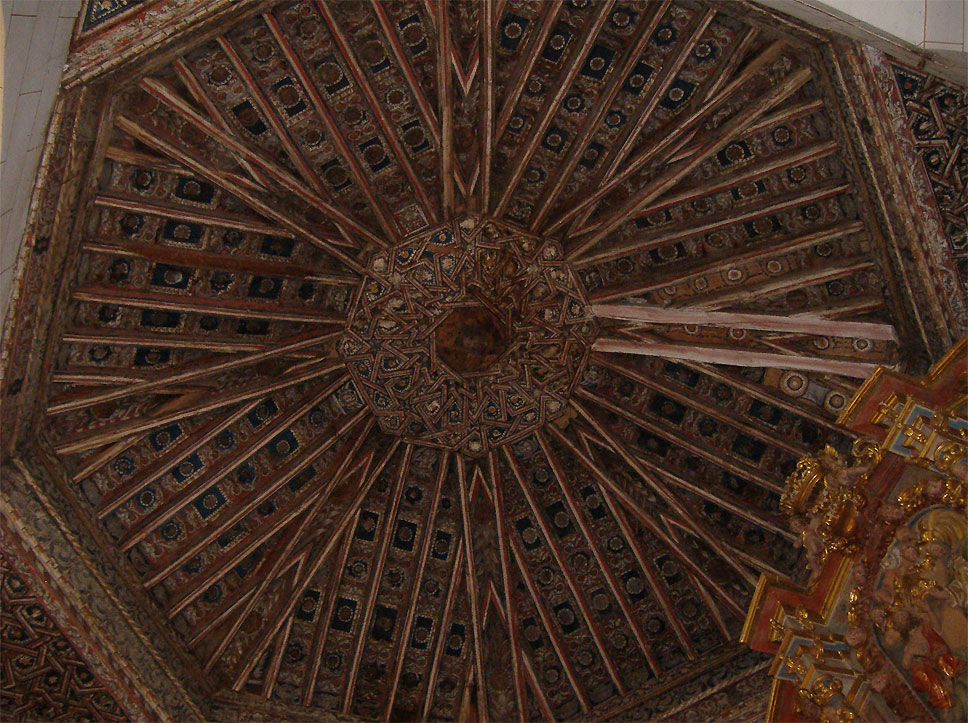
Alfarje de Grisuela.

- La iglesia parroquial de Grisuela es uno de los monumentos más relevantes del Páramo Leonés. El 17 de noviembre de 1975 fue declarada Bien de Interés Cultural por el Ministerio de Educación y Ciencia. Este edificio religioso, de una sola nave, es característico de las iglesias de la comarca y el ejemplo mejor conservado. Construida con materiales tradicionales (teja árabe, tapial y madera) excepto la mampostería y el ladrillo visto de la espadaña y el campanario. De planta octogonal es su destacado alfarje con una serie de molduras a manera de entablamento. La composición del conjunto y su original alfarje revalorizan este templo paramés. En el retablo del altar mayor, parte inferior derecha, existe una inscripción con la fecha de 1777. Destaca la talla de Ntra Sra de la Asunción, Titular de la Parroquia, situada en el centro del retablo.

- Mención especial merecen las casas tradicionales que quedan más o menos intactas, destacables por los materiales utilizados, tapiales de tierra, testigos de un ambiente rural. La cubierta era de teja, y con anterioridad de paja o cuelmo de centeno. Podríamos señalar en su distribución la destinada a las habitaciones para la familia: cocina y dormitorios; los lugares destinados a la función agrícola (graneros, pajar, bodega); cuadras para los animales: bueyes, mulos, burros, caballos, cochinos (gochos) gallinas; el corral o patio central con acceso a todas las dependencias. La vivienda es de dos plantas. La planta superior destinada principalmente a los graneros. También es frecuente el huerto, para el cultivo de hortalizas (patatas, tomates, cebollas, ajos, pimientos, coles y berzas, melones, sandías, vainas de alubias fréjoles, guisantes...) y algunos árboles frutales (perales, manzanos, ciruelos, membrillos, melocotoneros, albérchigos, cerezos, parras, moreras. higueras...), así como plantas aromáticas (hierbabuena <hortelana>, orégano...) El huerto es como la despensa familiar, puesto que muchos de los productos mencionados se producen en el campo de cultivo en cantidades considerables.

## Fiestas
- Enero: 1 y 2, la Circuncisión del Señor.
- Agosto: 15 y 16, Nuestra Señora de la Asunción.

## Gastronomía
- Cecina
- Caza menor. Abunda sobre todo la codorniz, la perdiz y la liebre; no así el conejo, al carecer el término de monte bajo. Muchas aves migratorias de tamaño menor. Ya son raras las avutardas, pero sí se ven curros o lavancos.
- Repostería: panales.

## Enlaces relacionados
- El Páramo Leonés
- Ayuntamiento de Bustillo del Páramo
- Iglesia parroquial de Grisuela del Páramo

- Wikimedia Commons alberga una categoría multimedia sobre Grisuela del Páramo.

- Datos: Q5609681
- Multimedia: Grisuela del Páramo / Q5609681